# 17e législature de la Colombie-Britannique

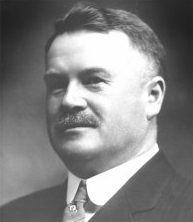
Simon Fraser Tolmie, premier ministre (1928-1933).

La 17e législature de la Colombie-Britannique a siégé de 1929 à 1933. Ses membres sont élus lors de l'élection générale de 1928. Le Parti conservateur de la Colombie-Britannique dirigé par Simon Fraser Tolmie remporte l'élection et forme un gouvernement majoritaire.
James William Jones est président de l'Assemblée jusqu'à sa démission en 1930. Jones est remplacé par Cyril Francis Davie.

## Membre de la 17elégislature
| Député | Député                     | Circonscription       | Parti                    |
| ------ | -------------------------- | --------------------- | ------------------------ |
|        | Laurence Arnold Hanna      | Alberni               | Libéral                  |
|        | Herbert Frederick Kergin   | Atlin                 | Libéral                  |
|        | William Robert Rutledge    | Burnaby               | Conservateur             |
|        | Roderick MacKenzie         | Cariboo               | Conservateur             |
|        | William Atkinson           | Chilliwack            | Conservateur             |
|        | John Andrew Buckham        | Columbia              | Libéral                  |
|        | George Kerr McNaughton     | Comox                 | Conservateur             |
|        | Cyril Francis Davie        | Cowichan-Newcastle    | Conservateur             |
|        | Frank Mitchell MacPherson  | Cranbrook             | Libéral                  |
|        | Fred W. Lister             | Creston               | Conservateur             |
|        | John Walter Berry          | Delta                 | Libéral                  |
|        | Nelson Seymour Lougheed    | Dewdney               | Conservateur             |
|        | Robert Henry Pooley        | Esquimalt             | Conservateur             |
|        | Thomas Hubert Uphill       | Fernie                | Travailliste indépendant |
|        | Frederick Parker Burden    | Fort George           | Conservateur             |
|        | Charles Morgan Kingston    | Grand Forks-Greenwood | Conservateur             |
|        | Cyrus Wesley Peck          | The Islands           | Conservateur             |
|        | John Ralph Michell         | Kamloops              | Conservateur             |
|        | James Fitzsimmons          | Kaslo-Slocan          | Conservateur             |
|        | Ernest Crawford Carson     | Lillooet              | Conservateur             |
|        | Michael Manson             | Mackenzie             | Conservateur             |
|        | George Sharratt Pearson    | Nanaimo               | Libéral                  |
|        | Lorris E. Borden           | Nelson                | Conservateur             |
|        | Arthur Wellesley Gray      | New Westminster       | Libéral                  |
|        | William Farris Kennedy     | North Okanagan        | Conservateur             |
|        | Ian Alistair MacKenzie     | North Vancouver       | Libéral                  |
|        | Alexander Malcolm Manson   | Omineca               | Libéral                  |
|        | Thomas Dufferin Pattullo   | Prince Rupert         | Libéral                  |
|        | William Henry Sutherland   | Revelstoke            | Libéral                  |
|        | Samuel Lyness Howe         | Richmond-Point Grey   | Conservateur             |
|        | James Hargrave Schofield   | Rossland-Trail        | Conservateur             |
|        | Simon Fraser Tolmie        | Saanich               | Conservateur             |
|        | Rolf Wallgren Bruhn        | Salmon Arm            | Conservateur             |
|        | William Alexander McKenzie | Similkameen           | Conservateur             |
|        | Horace Cooper Wrinch       | Skeena                | Libéral                  |
|        | James William Jones        | South Okanagan        | Conservateur             |
|        | Jonathan Webster Cornett   | South Vancouver       | Conservateur             |
|        | William Dick               | Vancouver City        | Conservateur             |
|        | Thomas Henry Kirk          | Vancouver City        | Conservateur             |
|        | Royal Lethington Maitland  | Vancouver City        | Conservateur             |
|        | William Curtis Shelly      | Vancouver City        | Conservateur             |
|        | Nelson Spencer             | Vancouver City        | Conservateur             |
|        | George Alexander Walkem    | Vancouver City        | Conservateur             |
|        | James Harry Beatty         | Victoria City         | Conservateur             |
|        | Reginald Hayward           | Victoria City         | Conservateur             |
|        | Joshua Hinchcliffe         | Victoria City         | Conservateur             |
|        | Harold Despard Twigg       | Victoria City         | Conservateur             |
|        | John Joseph Alban Gillis   | Yale                  | Libéral                  |

## Répartition des sièges
| Parti    | Parti                    | Député(s) |
| -------- | ------------------------ | --------- |
|          | Conservateur             | 35        |
|          | Libéral                  | 12        |
|          | Indépendant travailliste | 1         |
| Total    | Total                    | 48        |
| Majorité | Majorité                 | 22        |

## Élections partielles
Durant cette période, une élection partielle était requise à la suite de la nomination d'un député au cabinet.
- William Atkinson, ministre de l'Agriculture[4], sans opposition le 22 octobre 1928
- Nelson Seymour Lougheed, ministre des Travaux publics[5], sans opposition le 22 octobre 1928
- Robert Henry Pooley, procureur-général[6], sans opposition le 22 octobre 1928
- Frederick Parker Burden, ministre des Terres[7], sans opposition le 22 octobre 1928
- Samuel Lyness Howe, Secrétaire provincial et ministre des Pêches[8], sans opposition le 22 octobre 1928
- Simon Fraser Tolmie, premier ministre, sans opposition le 22 octobre 1928
- William Alexander McKenzie, ministre des Mines[8], sans opposition le 22 octobre 1928
- William Curtis Shelly, ministres des Finances[9], sans opposition le 22 octobre 1928
- Joshua Hinchcliffe, ministre de l'Éducation[10], sans opposition le 22 octobre 1928

D'autres élections partielles ont été tenues pour diverses autres raisons:
| Circonscription | Député                        | Parti        | Élection         | Motif                                                                             |
| --------------- | ----------------------------- | ------------ | ---------------- | --------------------------------------------------------------------------------- |
| North Okanagan  | George Heggie                 | Conservateur | 2 juillet 1930   | Démission de W.F. Kennedy le 19 mai 1930; nommé au Liquor Control Board           |
| North Vancouver | Jack Loutet                   | Conservateur | 5 novembre 1930  | Démission de I.A. MacKenzie le 27 juin 1930; nommé au cabinet fédéral             |
| Fort George     | Roy Walter Alward             | Conservateur | 7 janvier 1931   | Démission de F.P. Burden le 27 juin 1930; nommé Agent-général le 1er janvier 1931 |
| The Islands     | Macgregor Fullarton MacIntosh | Conservateur | 10 février 1931  | Démission de C.W. Peck le 3 janvier 1931; nommé au Canada Pension Tribunal        |
| Columbia        | Thomas King                   | Libéral      | 19 décembre 1931 | Décès de J.A. Buckham le 12 octobre 1931                                          |

Notes:
1. 1 2  Sans opposition

## Autre(s) changement(s)
- En 1932 le Independent Labour Party devient le Parti socialiste du Canada.Tom Uphill continue de siéger en tant que Labour (Travailliste).
- Mackenzie (décès de Michael Manson le 11 juillet 1932)